# 姫路港
姫路港（ひめじこう）は、兵庫県姫路市に位置する港湾。港湾管理者は兵庫県である。港湾法上の国際拠点港湾に指定されており、 関西地方における、海運や物流、貿易の重要拠点である。また、港則法上の特定港に指定されている。 
港湾区域は東西18km以上にも及ぶ大型港で、飾磨港区・広畑港区・網干港区の3港区に分かれている。

## 歴史
- 古くは「餝磨津（しかまつ）」「思賀麻江（しかまえ）」と称した。
- 1601年 - 姫路藩主の池田輝政が飾磨入江に向島を建設し、船役所･船置場・船手などを配置した。輝政は1609年に姫路城の外堀から南の飾磨へ通じる運河(三左衛門堀)を通そうとしたが、堀の掘削工事が大規模な事や輝政が死去した事で計画は実現しなかった。
- 1617年（元和3年）：池田氏の後に藩主となった本多忠政が城の西側を流れる二股川（船場川）を姫路城から飾万津までの水運経路に整備した。
- 1808年（文化5年）：姫路藩の木綿専売が行われ国産会所の建設や飾磨津と江戸の間の海運が盛んになる。
- 1815年（文化12年）～1823年（文政6年）：入江の浚渫と護岸工事で拡張される。
- 1846年（弘化3年） - 中核となる湛保地区が藤田祐右衛門惟昌により築かれる。
- 1870年代（明治初年） - フランス人技術者ジャン・フランシスク・コワニエらにより生野鉱山より産出された銀の積み出し港として、生野街道とともに整備される。
- 1888年 - 家島航路の運航開始。
- 1889年 - 飾磨港に改名。
- 1935年 - 第2種重要港湾に指定。
- 1940年（昭和15年） - 港の位置する飾磨が市制施行、飾磨市となる。
- 1946年（昭和21年） - 飾磨市、姫路市に合併される。
- 1951年（昭和26年） - 飾磨港・広畑港・網干港を包含し、姫路港として港湾法上の重要港湾に指定される。
- 1959年（昭和34年） - 関税法上の開港に指定される。
- 1963年（昭和38年） - 港則法上の特定港に指定される。
- 1966年（昭和41年） - 10万t岸壁が竣工。
- 1967年 (昭和42年) - 港湾法上の特定重要港湾（現・国際拠点港湾）に昇格指定。
- 1975年（昭和50年） - ポートセンタービル完成。
- 1987年 - 飾磨臨海大橋完成。
- 1989年（平成元年） - 姫路港旅客船ターミナルがオープン。
- 2000年（平成12年） - 中島埠頭コンテナターミナルに国際コンテナ船定期航路が開設される。姫路みなとドームがオープン。
- 2009年 - 姫路港開港50周年記念事業が行われる[1]。
- 2019年 - 開港60周年。毎年港内で開催されていた姫路みなと祭海上花火大会名については、姫路港開港60周年・姫路市制施行130周年記念の冠が付けられた[2]。

## 埠頭・地区
- 飾磨埠頭
  - 姫路港湾合同庁舎（海上保安部など）・兵庫県姫路港管理事務所・ポートセンターなどの業務事務所、旅客船やフェリー、神姫バスなどの交通の中継地点になっている。
  - 飾磨津隣港公園、飾磨埠頭緑地公園、NicoPa姫路みなとドーム。
  - 本地区はみなとオアシスの登録をしていて、姫路みなとミュージアムを中心施設とするみなとオアシス姫路として交流拠点ともなっている。
- 広畑埠頭
  - 日本製鉄瀬戸内製鉄所広畑地区、ダイセル、三菱電機などの工場がある。大型船舶に対応した大水深岸壁が整備されている。
- 網干埠頭
  - なぎさ公園、ボートパークが整備されている。
- 福泊・的形・大塩地区
- 妻鹿・日田地区
- 入船・須加地区
- 濱田地区
- 中島地区

## 姫路港旅客船ターミナル（飾磨埠頭）
1988年にオープンした不定期航路便用の旅客ターミナル。 当施設がある飾磨港区飾磨埠頭には水深10～12mのバースを備えており、大型外航クルーズ客船の接岸にも対応している。1996年に「姫路港ポートセールス推進協議会」が設立されてから、既にふじ丸やオイローパといった大型外航客船をはじめ、中小型外航客船のクリッパーオデッセイやスピリット・オブ・オセアヌスが年に複数回寄航するようになった。当施設は総面積1,110m2の大型ターミナルで、イベントホールとしても使用されている。

## 定期航路（飾磨埠頭）
小豆島および家島諸島への定期航路が発着している。

### 小豆島航路
国道436号の海上区間に相当する。
- 小豆島フェリー
  - 姫路飾磨港 - 福田港（香川県小豆郡小豆島町）

### 家島諸島航路
家島諸島へ複数の会社が航路を運航している。
- 高速いえしま（姫路 - 真浦）
- 高福ライナー（姫路 - 真浦 - 宮）
- 坊勢輝汽船（姫路 - 男鹿島 - 坊勢島）

## その他
- 1895年（明治28年）4月17日から1986年（昭和61年）11月1日の廃止まで、姫路駅～飾磨港駅間5.6kmに国鉄播但線（飾磨港線）が走っていた。

## 交通アクセス
- 定期航路便のりば（姫路ポートセンタービル）
  - JR姫路駅北口から神姫バス94系統「姫路港」行きに乗車し、終点「姫路港」下車。
  - 山陽電気鉄道飾磨駅から徒歩5分、「飾磨工業高校前」停留所から神姫バス94系統「姫路港」行きに乗車し、終点「姫路港」下車。 なお、姫路駅より飾磨駅の方が港の近くに位置する。
- 不定期航路便のりば（姫路港旅客船ターミナル）
  - 同上で「みなと町」下車。 徒歩5分。

（注）2010年3月27日より、姫路市営バスは神姫バスへ移管した。市営バス時代の姫路港行は姫路駅北口にあった市バスターミナル発着であった。